# Стюард
Стюард (на английски: steward), в женски род – стюардеса,  е лице от обслужващия персонал в самолетите, корабите, спалните вагони в железопътния транспорт, което помага на пътниците в тяхното настаняване и престой в превозното средство.
Освен в този, думата се използва и в други контексти, за да обозначи отново представител от обслужващия персонал:
- Стюардите на футболни мачове са хора, често представители на фен клубовете на двата отбора, които заедно с полицията се грижат за реда и сигурността на стадиона. Те се грижат за настаняването на зрителите на мача по местата им и ги проверяват за бомбички и опасни предмети.[2]
- В състезанията на Формула 1 стюард е един от тримата високопоставени служители на ФИА, които са оторизирани да взимат решения и да изпълняват наказания при неспазване на правилата за провеждане на стартове, и в случаи на настъпили инциденти на пистата.[3][4]